# Platinum Stars
Platinum Stars FC a fost un club de fotbal profesionist din orașul Phokeng, lângă Rustenburg, provincia North West, Africa de Sud.

## Palmares
| Campionatul Național                                                    | Cupele Naționale                                       | Cupele Naționale                                              | Cupele Naționale                                                         |
| - Premier Soccer League (0) : - Locul 2 : 2007, 2013. - Locul 3 : 2016. | - Cupa Africii de Sud (0) : - Semifinale : 2007, 2013. | - Cupa MTN 8 (1) : - Câștigători : 2013. - Semifinale : 2014. | - Cupa Ligii (2) : - Câștigători : 2006, 2013. - Finalistă : 2003, 2014. |